# Stefaan Maene
Stefaan Maene (* 13. Mai 1972 in Ostende) ist ein ehemaliger belgischer Schwimmer. Mitte der 1990er Jahre gehörte er zu den besten Rücken- und Lagenschwimmern seines Landes. Im Lauf seiner Karriere stellte er 78 belgische Landesrekorde auf.
Einen ersten Achtungserfolg landete Maene 1992 bei den Olympischen Sommerspielen in Barcelona, als sich er über 200 Meter Rücken für das Finale qualifizierte und schließlich auf den siebten Rang schwamm. Seine erste Medaille gewann er 1993 bei den Kurzbahnweltmeisterschaften in Palma, wo er über 200 Meter Rücken Dritter wurde. Diese Leistung bestätigte er 1995 bei den Schwimmeuropameisterschaften in Wien mit der Bronzemedaille über 100 Meter Rücken.
Für die Olympischen Spiele in Peking startete er 2007 ein Comeback-Versuch. In seiner Biographie „100 meter tegenslag“ gestand er, dafür mit anabolen Steroiden, Clenbuterol und Ventolin gedopt zu haben.